# Trematopygus vellicator
Trematopygus vellicator är en stekelart som beskrevs av Hinz 1986. Trematopygus vellicator ingår i släktet Trematopygus och familjen brokparasitsteklar. Inga underarter finns listade i Catalogue of Life.